# قمری شانه‌نواری
قمری شانه‌نواری (نام علمی: Geopelia humeralis)، گونه‌ای از قمری‌های خاکی بومی استرالیا و جنوب گینه نو است. تحت قانون پارک‌های ملی و حیات وحش ۱۹۷۴ محافظت می‌شود. این یک قمری با اندازه متوسط است که اندازه آن از ۲۶–۳۰ سانتیمتر (۱۰–۱۲ اینچ) متغیر است. صدای آن یک «کوک-آ-ووک» یا «کولیکو» متمایز و خوش‌آهنگ است.
فصل زادآوری از سپتامبر تا ژانویه در جنوب و فوریه تا آوریل در شمال است. آشیانه آن سکوی مسطح شاخه و علف است که معمولاً در درختان و درختچه‌ها، حرا یا بوته‌ها قرار دارد. این قمری دو تخم سفید، درخشان و گرد می‌گذارد.